# Guaratinga (ort)
Guaratinga är en ort i Brasilien.   Den ligger i kommunen Itabela och delstaten Bahia, i den östra delen av landet, 900 km öster om huvudstaden Brasília. Guaratinga ligger 171 meter över havet och antalet invånare är 9 519.
Terrängen runt Guaratinga är platt åt nordost, men åt sydväst är den kuperad. Runt Guaratinga är det glesbefolkat, med 11 invånare per kvadratkilometer.. Det finns inga andra samhällen i närheten.
Omgivningarna runt Guaratinga är huvudsakligen savann.